# ¿Qué hacer? (novela)
¿Qué hacer? (en ruso Что делать?, Chto délat?, traducida también al español como ¿Qué se debe hacer?) es una novela de Nikolái Chernyshevski publicada por primera vez en 1863 en El Contemporáneo. Fue escrito en respuesta a la novela Padres e hijos (1862) de Iván Turguénev. El personaje principal es una mujer, Vera Pávlovna, que escapa del control de su familia y de un matrimonio arreglado para buscar la independencia económica. La novela aboga por la creación de pequeñas cooperativas socialistas basadas en la comuna campesina rusa, pero orientadas hacia la producción industrial. El autor promovió la idea de que el deber del intelectual era educar y dirigir a los obreros en Rusia en un camino hacia el socialismo que eludía al capitalismo. Uno de los personajes de la novela, Rajmétov, se convirtió en un emblema del materialismo filosófico y la nobleza del radicalismo ruso a pesar de su papel secundario. La novela también expresa en el sueño de un personaje una sociedad que gana «alegría eterna» de tipo terrenal. La novela ha sido llamada «un manual de radicalismo» y condujo a la fundación de la sociedad Tierra y Libertad. Además, ¿Qué hacer? inspiró a varias generaciones de revolucionarios en Rusia, incluidos populistas, nihilistas y marxistas.
Chernyshevski escribió la novela estando encarcelado en la Fortaleza de San Pedro y San Pablo de San Petersburgo, siendo luego desterrado a Siberia. Chernyshevski solicitó y recibió permiso para escribir la novela en prisión y las autoridades pasaron el manuscrito a la revista Sovreménnik, que lo aprobó para la publicación. Lenin, Plejánov, Kropotkin, Alexandra Kolontái, Rosa Luxemburgo, y también el escritor sueco August Strindberg quedaron muy impresionados con el libro y llegó a ser considerado oficialmente como un clásico en la Unión Soviética.

## Introducción
En el marco de una historia de una pareja privilegiada que decide trabajar para la revolución y subordinar despiadadamente todo en sus vidas a la causa, la obra proporcionó un modelo para el ascetismo y la dedicación a la muerte, que se convirtió en un ideal de los primeros socialistas clandestinos del Imperio ruso.

## Reacciones
El libro es quizás más conocido en el mundo de habla inglesa. Fiódor Dostoyevski se burló del utilitarismo y la utopía de la novela en su obra de 1864 Memorias del subsuelo, así como en su novela política de 1872 Los endemoniados. León Tolstói escribió otro ¿Qué hacer?, publicado en 1886, basado en sus propias ideas de responsabilidad moral. Fue Vladímir Lenin quien lo encontró inspirador (se dice que leyó el libro cinco veces en un verano) y tituló un folleto de 1902 ¿Qué hacer?. Según el profesor emérito de literatura eslava y comparada en Stanford Joseph Frank, «la novela de Chernyshevski, mucho más que El capital de Marx, suministró la dinámica emocional que eventualmente llegó a hacer la Revolución Rusa».
Vladímir Nabókov, en su última novela escrita en ruso, La dádiva, ridiculizó completamente al autor de ¿Qué hacer? dedicándole el cuarto capítulo, donde Chernyshevski está representado bajo el nombre de Fiódor Godunov-Cherdýntsev.
En el libro Ayn Rand: The Russian Radical, el autor Chris Matthew Sciabarra afirma que ¿Qué hacer? es una de las fuentes de inspiración para el pensamiento de Ayn Rand. Por ejemplo, el personaje principal del libro, Lopuhov, dice: «No soy un hombre para hacer sacrificios. Y, de hecho, no hay tales cosas. Uno actúa de la manera que le parece más agradable»".
El personaje principal de Les caves du Vatican (Lafcadio's Adventures) de André Gide, Lafcadio, se parece a Rajmétov.
El dramaturgo estadounidense Tony Kushner hizo referencia al libro varias veces en su obra Slavs!.

## Lectura adicional
- Wikisource contiene obras originales de o sobre ¿Qué hacer? (novela).
- El Norton Antología de Mundial Masterpieces, páginas 1,085@–1,086